# Ејерсунд
Ејерсунд (норв. Egersund) је насељено место у Норвешкој у округу Рогаланд. Има статус града од 1798.